# Своє щастя (фільм, 1979)
«Своє щастя» (рос. «Своё счастье») — український радянський художній фільм 1979 року режисера В'ячеслава Криштофовича. Фільм знятий за мотивами повісті Миколи Самохіна «Так близько, так далеко».

## Сюжет
У Олександра Павловича Рєзнікова немає досить великої суми для відшкодування вартості путівки. Сусід Юра пропонує герою варіант швидкого заробітку за один день. Олександр Павлович буде виконробом у студентів, які зноситимуть дерев'яний будинок. Студенти отримають по десять рублів, а Юра і Олександр Павлович — по двісті п'ятдесят. Герой погодився.

## У ролях
| Актор                     | Роль                                       |
| ------------------------- | ------------------------------------------ |
| Анатолій Пустохін         | Олександр Павлович Рєзніков                |
| Юрій Шликов               | Юра                                        |
| Георгій Єпіфанцев         | чоловік колишньої дружини Рєзнікова        |
| Людмила Зверховська       | дружина Рєзнікова                          |
| Алла Каштанова            | Ольга                                      |
| Сергій Колесников         | бригадир студентів-шабашників Колесников   |
| Ксенія Мініна             | секретарка у виданні                       |
| Володимир Трошин          | редактор Володимир Костянтинович           |
| Ф. Боднар                 | студент-шабашник Боднар                    |
| І. Галкін                 | студент-шабашник Галкін                    |
| Михайло Драновський       | друг Рєзнікова                             |
| Олексій Колесник          | студент-шабашник                           |
| А. Тоцький                | студент-шабашник Тоцький                   |
| А. Туголуков              | студент-шабашник Туголуков                 |
| Олександр Свєтлов         | син Рєзнікова                              |
| Морозенко Павло Семенович | дубляж чоловік колишньої дружини Рєзнікова |

## Знімальна група
- режисер-постановник: В'ячеслав Криштофович
- сценаристи: Раміз Фаталієв, В'ячеслав Криштофович
- композитор: Вадим Храпачов
- оператор-постановник: Вілен Калюта
- художник-постановник: Олексій Левченко
- режисер: Анатолій Кучеренко
- операторка: Майя Степанова
- звукооператорка: З. Копистинська
- монтажерка: Елеонора Суммовська
- художник по костюмах: А. Бєліченко
- гример: Ю. Клименко
- асистенти режисера: С. Осадча, О. Юревич
- асистенти оператора: Богдан Вержбицький, Ігор Мамай
- асистент художника: Г. Усенко
- адміністративна група: Б. Циганков, В. Циба
- майстер по світлу: Г. Котов
- Заслужений академічний симфонічний оркестр Українського радіо п/к Ростислава Бабича
- редакторка: Валентина Сіліна
- директор картини: Валентина Гришокіна

## Нагороди
Спеціальний приз на ВКФ телефільмів у Баку, 1979 р.